# 都亭街道
都亭街道，是中华人民共和国湖北省恩施土家族苗族自治州利川市下辖的一个乡镇级行政单位。

## 行政区划
都亭街道下辖以下地区：
桃花村社区、南湖里社区、官井社区、乳泉社区、前进社区、普庵社区、教场社区、木栈社区、榨木社区、大塘社区、林家村、龙潭村和羊子岭村。